# Magda Guzmán
Pour les articles homonymes, voir Guzmán.
Magda Guzmán, née le 16 mai 1931 à Saltillo et morte le 12 mars 2015 à Mexico, est une actrice de cinéma et de télévision mexicaine. Ses apparitions les plus remarquables sont dans les séries télévisées La usurpadora (1998), En nombre del amor (2008-2009) et Para volver a amar (2010-2011).

## Filmographie

### Cinéma
- 1941 : Noche de recién casados
- 1948 : Tarzan et les Sirènes
- 1950 : Gemma
- 1951 : Muchachas de Uniforme
- 1953 : Acuérdate de vivir : Elvira Macias (non créditée)
- 1953 : Mujeres que trabajan : Cristina  (non créditée)
- 1954 : La duda
- 1955 : Frente al pecado de ayer : Rosita
- 1955 : La vida no vale nada : Silvia
- 1956 : Con quién andan nuestras hijas : Beatriz
- 1956 : Llamas contra el viento
- 1956 : Rosalba
- 1959 : Manicomio
- 1961 : En busca de la muerte
- 1961 : Confidencias matrimoniales
- 1962 : El fusilamiento
- 1965 : El juicio de Arcadio
- 1970 : ¿Por qué nací mujer? : Tante Ernestina
- 1971 : La sangre enemiga : Cruz
- 1978 : La plaza de Puerto Santo : Hermelinda
- 1980 : La dinastía de Dracula : Doña Remedios de Solórzano
- 1982 : La casa de Bernarda Alba : Poncia
- 1990 : Ladrones y asesinos
- 2005 : Club eutanasia : Doña Esperanza
- 2007 : Sirenas de fondo (court-métrage)
- 2011 : Viernes de Ánimas: El camino de las flores

### Télévision
- 1958 : Más allá de la angustia (série télévisée)
- 1960 : El hombre de oro (série télévisée)
- 1960 : Dos caras tiene el destino (série télévisée)
- 1960 : Amar fue su pecado (série télévisée)
- 1961 : Marianela (série télévisée)
- 1961 : Las gemelas (série télévisée)
- 1962 : La actriz (série télévisée)
- 1963 : El secreto (série télévisée)
- 1963 : La familia miau (série télévisée)
- 1964 : Siempre tuya (série télévisée)
- 1964 : San Martín de Porres (série télévisée) : Ana Velázquez (épisode 1)
- 1965 : Marina Lavalle (série télévisée)
- 1965 : Las abuelas (série télévisée)
- 1966 : El corrido de Lupe Reyes (série télévisée)
- 1966 : El medio pelo (série télévisée) : Paz
- 1967 : Un ángel en el fango (série télévisée) : Leonor de la Huerta (épisode 1)
- 1967 : El usurpador (série télévisée)
- 1967 : Anita de Montemar (série télévisée) : Carlota (épisode 1)
- 1967 : Adriana (série télévisée)
- 1967 : No quiero lágrimas (série télévisée)
- 1968 : Pueblo sin esperanza (série télévisée)
- 1968 : Los caudillos (série télévisée) : Josefa Ortiz de Domínguez (épisode 1)
- 1968 : Mujeres sin amor (série télévisée)
- 1969 : Cadenas de angustia (série télévisée)
- 1970 : Yesenia (série télévisée)
- 1970 : La gata (série télévisée) : Leticia (La Jarocha) (épisode 1)
- 1970 : Magdalena (série télévisée)
- 1970 : Muchacha italiana viene a casarse (série télévisée) : Analia (épisode 1)
- 1971 : Mis tres amores (série télévisée) : Consuelo (épisode 1)
- 1972 : La señora joven (série télévisée) : Maura Montiel (épisode 1)
- 1973 : Los miserables (série télévisée) : Mrs. Thernardier (1 épisode)
- 1974 : Los lunes... Teatro (série télévisée)
- 1977 : Rina (série télévisée)
- 1977 : Acompáñame (série télévisée) : Esperanza (1 épisode)
- 1978 : Santa (série télévisée)
- 1979 : Muchacha de barrio (série télévisée) : Rosa (1 épisode)
- 1979 : El amor llego mas tarde (série télévisée)
- 1981 : Extraños caminos del amor (série télévisée) : Antonia (1 épisode)
- 1982 : Al final del arco iris (série télévisée) : Elvira (1 épisode)
- 1983 : Bodas de odio (série télévisée) : Carmen (1 épisode)
- 1985 : Tú o nadie (série télévisée) : Victoria Lombardo (60 épisodes)
- 1986 : Lista negra (série télévisée) : Angélica (1 épisode)
- 1986 : Cautiva (série télévisée) : Aurelia (1 épisode)
- 1987 - 1989 : Rosa salvaje (série télévisée) : Tomasa Gonzalez (11 épisodes)
- 1989 : El cristal empañado (série télévisée) : Virginia (1 épisode)
- 1989 : Balada por un amor (série télévisée)
- 1991 : Valeria y Maximiliano (série télévisée) : Eugenia Landero (Mamá U)
- 1995 : Bajo un mismo rostro (série télévisée) : Rosario (100 épisodes)
- 1996 : Te sigo amando (série télévisée) : Ofelia (1 épisode)
- 1998 : Vivo por Elena (série télévisée)
- 1998 : Más allá de la usurpadora (TV) : Fidelina
- 1998 : La usurpadora (série télévisée) : Fidelina
- 1999 : Infierno en el Paraíso (série télévisée) : Nanda (épisode Infierno en el Paraíso)
- 2000 : Mi destino eres tú (série télévisée) : Nana Nina (épisode Mi destino eres tú)
- 2000 - 2004 : Mujer, casos de la vida real (série télévisée)
- 2001 : Sin pecado concebido (série télévisée) : Eva Santana (2 épisodes)
- 2004 : Misión S.O.S. aventura y amor (série télévisée) : Justina Aranda (1 épisode)
- 2005 : Alborada (série télévisée) : La Poderosa / Sara de Oviedo (3 épisodes)
- 2007 : Tormenta en el paraíso (série télévisée) : Yolanda (1 épisode)
- 2008 - 2009 : En nombre del amor (série télévisée) : Rufina Martínez (164 épisodes)
- 2010 - 2011 : Para volver a amar (série télévisée) : Conchita Cabrera (138 épisodes)
- 2012 : Amor Bravío (série télévisée) : Refugio (84 épisodes)